# Led Zeppelin United Kingdom Tour 1972 – 1973
Led Zeppelin United Kingdom Tour 1972 – 1973 е концертно турне на английската рок група Лед Зепелин в Обединеното кралство между 27 ноември 1972 г. и 30 януари 1973 г.

## История
Турнето е предшествано от два подгряващи гига в Монтрьо (Швейцария) и репетиции в Rainbow Theatre, Лондон.
Това е най-дългото „домашно“ турне на Лед Зепелин въобще. При едновременното отваряне на билетните каси на 10 ноември за 4 часа са продадени над 110 000 билета. Цените им са 1 британска лира, с изключние на концерта в Манчестър (1.25 лири). Две от датите – в Брадфорд и Престън е трябвало да бъдат отложени. Джон Бонъм и Робърт Плант, пътувайки за концерта в Шефийлд, претърпяват автомобилен инцидент, и от престоя в колата впоследствие певецът се разболява от грип. Добавена е допълнителна дата в Саутхямптън на 22 януари.
Експертите по Лед Зепелин Дейв Луис и Саймън Палет характеризират тази обиколка като края на една ера в историята на групата:
Като цяло с тази серия от дати групата затвърди статуса си във Великобритания. Това щеше да е и последната възможност на британците да зърнат любимците си близо до градчето или квартала си. Места като Абъристуит със зала от 800 места скоро щяха да са минало. Задаваше се ерата на стадионите.
До края на кариерата си Лед Зепелин не предприемат друго такова турне изцяло във Великобритания. Изявите им на Острова са единствено петте концерта в Ърлс Корт през 1975 г. и двата в Небуърт – 1979 г.

## Аудио
Две от шоутата с много високо качество се разпространяват в интернет – в Оксфорд (7 януари) и Саутхямптън (22 януари). Атмосферата е доста интимна, тъй като местата, на които са документирани, са малки. Второто е записано професионално и подготвено за официално издание, но в крайна сметка не е одобрено от Джими Пейдж, който избира концерта в Медисън Скуеър Гардън. Партията на мелотрона в Stairway to Heaven, от издадения през 2003 г. How the West Was Won, всъщност е от този лайв (22 януари).
В записаното аудио личи усилието, с което се Робърт Плант пее някои високи тонове. По-късно (особено в „Over The Hills and far Away“ и „Rock’n’Roll“) той изпълнява партиите си в по-нисък регистър от оригинала.

## Сетлист
Сетлистът е почти същият както в предишното им „японско“ турне:
- Rock and Roll
- Over the Hills and Far Away
- Black Dog
- Misty Mountain Hop
- Since I've Been Loving You
- Dancing Days
- Bron-Yr-Aur Stomp
- The Song Remains the Same
- The Rain Song
- Dazed and Confused
- Stairway to Heaven
- Whole Lotta Love

Бисове (варират):

- Heartbreaker
- Immigrant Song
- Thank You
- The Ocean
- Communication Breakdown

- How Many More Times е изпълнена на концерта в Саутхямтън – 22 януари.

## Концерти по дати
| Дата                         | Град          | Страна    | Място                                   |
| ---------------------------- | ------------- | --------- | --------------------------------------- |
| Подгряващи концерти в Европа |               |           |                                         |
| 27 ноември 1972              | Монтрьо       | Швейцария | The Casino                              |
| 28 ноември 1972              | Монтрьо       | Швейцария | The Casino                              |
| Обединено Кралство           |               |           |                                         |
| 30 ноември 1972              | Нюкасъл       | Англия    | Newcastle City Hall                     |
| 1 декември 1972              | Нюкасъл       | Англия    | Newcastle City Hall                     |
| 3 декември 1972              | Глазгоу       | Шотландия | Greens Playhouse                        |
| 4 декември 1972              | Глазгоу       | Шотландия | Greens Playhouse                        |
| 7 декември 1972              | Манчестър     | Англия    | Hard Rock                               |
| 8 декември 1972              | Манчестър     | Англия    | Hard Rock                               |
| 11 декември 1972             | Кардиф        | Уелс      | Capitol Theatre                         |
| 12 декември 1972             | Кардиф        | Уелс      | Capitol Theatre                         |
| 16 декември 1972             | Бирмингам     | Англия    | Odeon                                   |
| 17 декември 1972             | Бирмингам     | Англия    | Odeon                                   |
| 20 декември 1972             | Брайтън       | Англия    | Brighton Dome                           |
| 22 декември 1972             | Лондон        | Англия    | Alexandra Palace                        |
| 23 декември 1972             | Лондон        | Англия    | Alexandra Palace                        |
| 2 януари 1973                | Шефийлд       | Англия    | City Hall                               |
| 3 януари 1973                | Престън       | Англия    | Guild Hall (отложен за 30 януари)       |
| 4 януари 1973                | Брадфорд      | Англия    | St George's Hall (отложен за 18 януари) |
| 7 януари 1973                | Оксфорд       | Англия    | New Theatre                             |
| 14 януари 1973               | Ливърпул      | Англия    | Empire Theatre                          |
| 15 януари 1973               | Сток он Трент | Англия    | Trentham Gardens                        |
| 16 януари 1973               | Абъристуит    | Уелс      | King's Hall                             |
| 18 януари 1973               | Брадфорд      | Англия    | St George's Hall                        |
| 21 януари 1973               | Саутхямптън   | Англия    | Gaumont Theatre                         |
| 22 януари 1973               | Саутхямптън   | Англия    |                                         |
| 25 януари 1973               | Абърдийн      | Шотландия | Music Hall                              |
| 27 януари 1973               | Дънди         | Шотландия | Caird Hall                              |
| 28 януари 1973               | Единбург      | Шотландия | King's Theatre                          |
| 30 януари 1973               | Престън       | Англия    | Guild Hall                              |